# Rio Ciotina (Bistriţa)
O Rio Ciotina é um rio da Romênia, afluente do Bistriţa, localizado no distrito de Suceava.